# Adji Moussa Abdou
 (janvier 2025).
Pour les articles homonymes, voir Abdou.
Adji Moussa Abdou né le 10 septembre 1968 à N'Djaména est un dessinateur, caricaturiste et infographiste tchadien, auteur de plusieurs BD publiées dans des magazine et journaux comme le quotidien Le Progrès et le bimensuel tchadien Sahibi. Parmi ses œuvres les plus connues figurent Palabres au Tchad et La grande épopée du Tchad, coécrite avec les dessinateurs Abou et Samy Daina.

## Biographie

### Formation et carrière
Adji Moussa Abdou est né et a grandi à N'Djaména, où il développe dès son jeune âge une passion pour le dessin. Après avoir obtenu son baccalauréat en 1986 dans un lycée technique commercial, il décide de poursuivre sa vocation artistique, bien qu'il n'existait pas de véritable école des beaux-arts au Tchad à l'époque. Il rencontre alors un peintre et architecte français, Gérard Leclaire, qui l'initie aux arts graphiques. Avec d'autres jeunes passionnés, il fonde l'Atelier Bulles du Chari, une association destinée à la formation des jeunes dessinateurs.
En 1994, il fait ses premiers pas en dessin pour le fanzine Sahibi, puis participe deux ans plus tard à la réalisation de la bande dessinée Palabre du Tchad. Durant la même année il sort son premier album solo, Les Sao, une saga inspirée de la littérature orale. Ceci lui ouvre des opportunités et en 1998 il rejoint le quotidien Le Progrès en tant que caricaturiste.
En 2003, Adji Moussa fonde Le Miroir, le tout premier journal satirique du pays. Il y embauche des dessinateurs bénévoles ainsi que des rédacteurs. Plus tard en 2005, il participe  avec l'association Graphi-Culture à un album collectif, La grande Épopée du Tchad, qui retrace la conquête coloniale au Tchad.